# Álvaro Ulcué Chocué
Álvaro Ulcué Chocué (16 de juliol de 1943-10 de novembre de 1984) fou un sacerdot Nasa, va ser el primer sacerdot catòlic indígena a Colòmbia.
Va néixer al resguardo indígena de Pueblo Nuevo a Caldono, Cauca el 16 de juliol de 1943, fill de María Soledad Chocué Peña i José Domingo Ulcué Yajué, qui fou governador del Cabildo indígena del lloc durant diversos períodes anuals. La seva casa tenia parets de canya, sostre de palla i pis de terra. Tenia dos germans i quatre germanes.

## Seminarista
Va poder estudiar només des dels 11 anys a l'escola mixta de Pueblo Nuevo, dirigida per les Missioneres de la Madre Laura. Becat va acabar la seva educació primària a l'internat Indígena Indocrespo, de Guadarrama (Antioquia), el qual es proposava aconseguir que al país s'ordenessin sacerdots indígenes. Va passar després al Seminari Menor de Popayán, dirigit pels Missioners Redemptoristes, on va estar 4 anys, d'on es va retirar per problemes econòmics. Va treballar després un any com a mestre a San Benito Abad (Sucre) i després va tornar a treballar al seu Resguard amb els seus pares. Finalment, amb mitja beca de l'Arxidiòcesi i mitja de les Laurites va poder ingressar de nou al Seminari de Popayán on va acabar els seus estudis de Filosofia i després va passar al Seminari d'Ibagué, on va estudiar Teologia.

## Sacerdoci
El 10 de juliol de 1973 va ser ordenat com a sacerdot en Popayán i va celebrar la seva primera missa en Poble Nou, esdeveniment feliç que va congregar a milers de Nasa, perquè era la primera vegada que un d'ells era sacerdot catòlic. El fet va ser notícia nacional pel que fins ara no havia estat possible un sacerdot indígena al país. Ulcué va declarar:
En el seminari comencem 62 i només arribem a l'altar, Tomás Mina (un negre), Joel Ortiz (un pagès) i jo (un indígena). Així es compleix allò que Déu tria als humils per a confondre als forts.
Va exercir primer com a vicari cooperador en Santander de Quilichao, fins a gener de 1974 quan va passar a exercir la mateixa funció en Bolívar (Cauca) al gener de 1975. El 1977 va ser nomenat rector de Toribío i administrador de les parròquies de Tacueyó i Jambaló. Això va significar també que va ser el primer rector indígena a Colòmbia. Explicava la necessitat que els indígenes, les comunitats negres i tots els grups marginats es preparin i tinguin els seus propis sacerdots, mestres i metges:
La veritat és que quan la nafra és aliena no se sent, però quan és pròpia fa molt de mal.
Perquè li feia mal la situació del seu poble va acompanyar la seva lluita quotidiana i va enfrontar des de l'alcoholisme i el mal tracte personal, fins a la situació d'espoli i pobresa. Va decidir llavors donar suport a l'organització dels Capítols i del Consell Regional Indígena del Cauca i la recuperació de les terres dels Resguards.

## Persecució i lluita
Des de 1980 es deslliga contra ell una tempesta persecutòria, sent assenyalat amenaçat i calumniat repetidament per grans propietaris de terra i per les forces militars i de policia.
La situació es va agreujar el 22 de gener de 1982 quan la comunitat de Pueblo Nuevo disputava una terra amb grans terratinents i la policia va atacar als indígenes i va matar Gloria, una germana d'Álvaro Ulcué, al seu oncle Serafín Chocué i a altres dos Nasa, i hirío al seu pare. Álvaro va viatjar a Pueblo Nuevo a enterrar la seva germana; en tornar a Toribio va ser objecte d'una denigrant requisa per part dels soldats, qui el van tractar malament, tant a ell com a les religioses que l'acompanyaven. La filleta de Gloria va morir pocs dies després; van quedar orfes els seus tres altres fills.
A la fi de 1982, les Comunitats i Grups Cristians del Cauca van publicar un comunicat a l'opinió pública, en el qual van denunciar l'escalada d'amenaces contra Álvaro. Afirmaven que "els terratinents li han posat preu a la seva vida, i només l'amor dels qui l'envolten l'ha salvat de ser un més dels impunement desapareguts".
Lluny de deixar-se vèncer pel terror, el 1983 Ulcué va decidir ampliar les seves perspectives i va visitar les organitzacions indígenes de l'Equador i després a les del Vaupés a l'Amazònia colombiana. Va fer també repetides visites a les comunitats afrocolombianes del Pacífic.

## López Adentro
El 25 de gener de 1984 la comunitat Nasa va entrar a recuperar el territori de la Hisenda López Adentro, que era part del Resguardo de Corinto establecido en la época colonial.establert en l'època colonial. La repressió de la força pública va costar la vida a 5 indígenes, entre ells una nena de 7 anys. Altres 18 van quedar ferits. Álvaro va ajudar a portar aquests ferits a l'hospital, va celebrar missa en la terra recuperada.
El 8 de novembre de 1984 el Ministre de Defensa, general Oscar Botero Restrepo, va arribar a visitar la tropa amb altres dos generals de l'Exèrcit (Ariza i Diaz Sanmiguel) i Álvaro els va convidar a una reunió a la Casa Cural per a aclarir diverses acusacions que els militars feien contra ell. No es va produir cap aclariment ni sustentació excepte que els militars van insinuar que ell promovia invasions de terres. Davant això, va explicar els drets dels indígenes a la terra i el caràcter legal de les lluites per recuperar els Resguards.
El 9 de novembre de 1984 forces de la Policia i l'Exèrcit van arrasar la Recuperació de López Adentro, van cremar els habitatges de 150 famílies indígenes i amb maquinària van destruir 300 hectàrees dels seus cultius. Al saber la notícia Ulcué va dir:
El govern sempre es posa de part dels poderosos defensant els seus interessos, però els interessos dels pobres els ha de defensar la pròpia comunitat organitzada.
Entre les exhortacions a la comunitat va assenyalar:
Convido als cristians i als altres companys indígenes perquè aixequem la nostra veu de protesta i condemnem aquests fets com a contraris a la Llei de Déu.

## Assassinat i rellevància pòstuma
El dissabte 10 de novembre de 1984, cap a les 8.30 a. m. a l'entrada de l'alberg Santa Inés, a Santander de Quilichao, el sacerdot Álvaro Ulcué Chocué va ser disparat per dos sicaris que es mobilitzaven amb motocicleta. Álvaro, que va quedar mal ferit, es va baixar de l'automòbil i es va tendir en la terra. Després, els sicaris es van retirar, però en percebre que estava mal ferit el van rematar, per a després fugir. Religioses que estaven prop del lloc, el van introduir en un taxi i el van conduir a l'hospital de la localitat on va arribar amb vida. Moments després va morir. Millars d'indígenes van acompanyar el seu sepeli.
El 14 d'agost de 1996, l'Institut Colombià de Reforma Agrària, Incora, va reconstituir el resguard de Corint, incloent dins d'ell el predi de López Adentro. La figura de Ulcué segueix associada a la lluita per l'organització, l'autonomia i el territori indígena.
La seva gent ho recorda diàriament. Al sacerdot que respectava la institució del tripijoc de la parella abans del matrimoni, però que reclamava que els indígenes no nomenessin com a padrins de baptisme dels seus fills als terratinents. Al qual gaudia llegint el cant de María, el Magníficat:
Va desplegar la força del seu braç i va desbaratar els plans dels superbs;
va derrocar als potentats dels seus trons i va exaltar als humils;
va satisfer de béns als famolencs i als rics els va acomiadar sense res...